# Notação de Leibniz
Em cálculo, a notação de Leibniz, nomeada em honra ao filósofo e matemático alemão Gottfried Wilhelm Leibniz, usa os símbolos dx e dy para representar incrementos "infinitamente pequenos" (ou infinitesimais) de x e y, assim como Δx e Δy representam incrementos finitos de x e y. Sendo y uma função de x
{\displaystyle y=f(x)\,,}
a derivada de y com relação a x, que mais tarde veio a ser conhecida como,
{\displaystyle \lim _{\Delta x\rightarrow 0}{\frac {\Delta y}{\Delta x}}=\lim _{\Delta x\rightarrow 0}{\frac {f(x+\Delta x)-f(x)}{\Delta x}},}
era, de acordo com Leibniz, o quociente de um incremento infinitesimal de y por um incremento infinitesimal de x, ou
{\displaystyle {\frac {dy}{dx}}=f'(x),}
onde, à direita está a notação de Lagrange para a derivada de f em x.
Similarmente, embora os matemáticos atualmente vejam uma integral
{\displaystyle \int f(x)\,dx}
como um limite
{\displaystyle \lim _{\Delta x\rightarrow 0}\sum _{i}f(x_{i})\,\Delta x,}
onde Δx  é um intervalo contendo xi, Leibniz o entendia como uma soma (o símbolo da integral denota um somatório) de infinitas quantidades infinitesimais f(x) dx.
Uma vantangem do ponto de vista de Leibniz é sua compatibilidade com análise dimensional. Por exemplo, na notação de Leibniz, a derivada de segunda ordem (usando diferenciação implícita) é:
{\displaystyle {\frac {d^{2}y}{dx^{2}}}=f''(x)}
e tem as mesmas unidades dimensionais que {\displaystyle {\frac {y}{x^{2}}}}.
Note que {\displaystyle {\frac {d^{2}y}{dx^{2}}}} é a forma reduzida de {\displaystyle {\frac {d{\frac {dy}{dx}}}{dx}}}, ou, em outras palavras a segunda variação infinitesimal de y sobre o quadrado da primeira variação infinitesima de x. O denominador não é nem o diferencial de x2, nem o segundo diferencial de x.